# Zum Schweizer

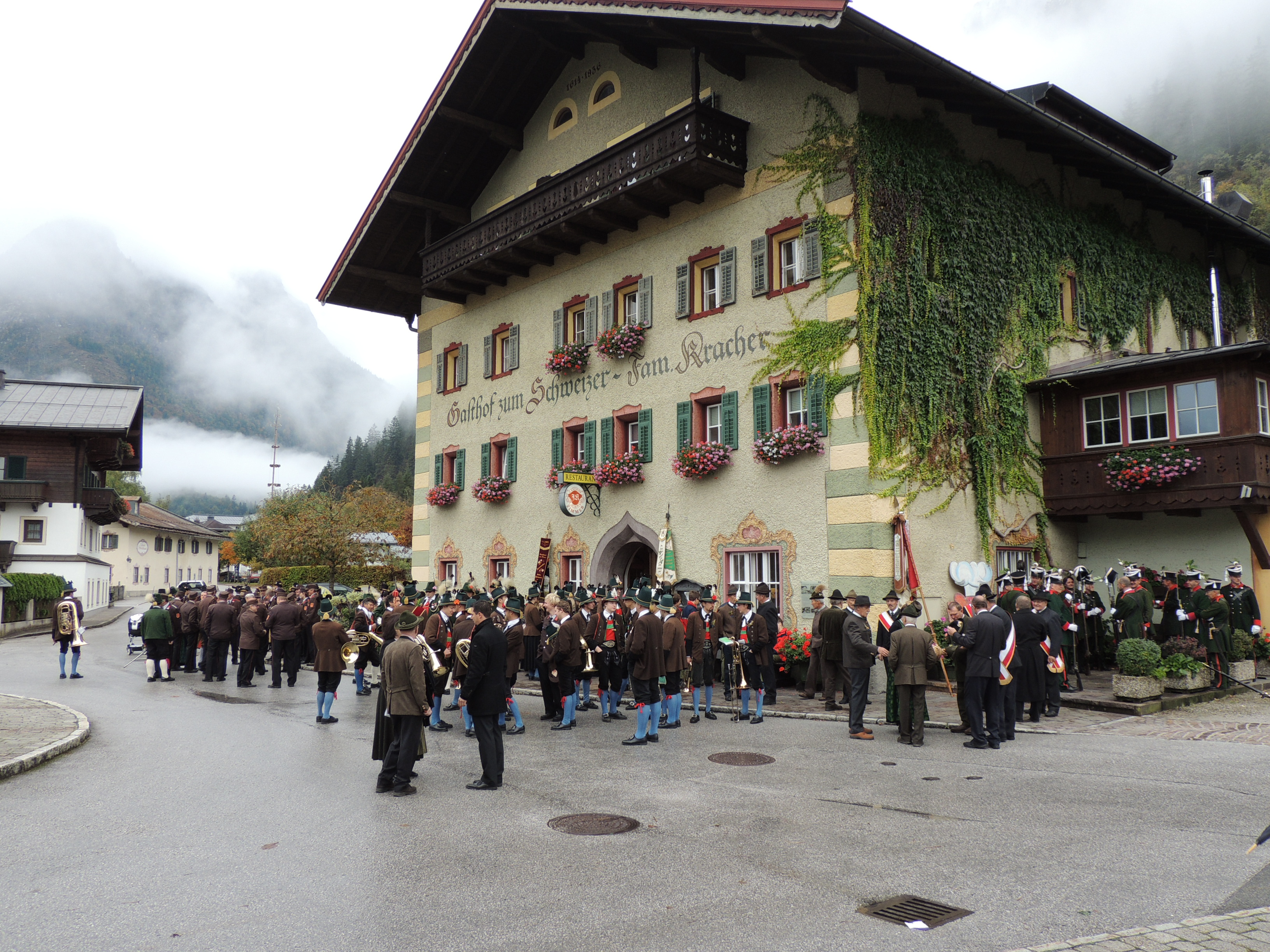
Der Gasthof beim Loferer Erntedankfest 2013

Die Gaststätte Zum Schweizer (auch Zum Schweizerwirt) bzw. die Uralte Fuxtafern ist ein seit dem 16. Jahrhundert bestehendes Gasthaus in der Gemeinde Lofer im Salzburger Pinzgau/Bezirk Zell am See.

## Geschichte
Da Lofer früher ein wichtiger Umschlagplatz für Waren war, entstand an der Weggabelung zwischen München und Salzburg früh die Uralte Fuxtafern; sie wurde 1546 erstmals urkundlich erwähnt. Der erste bekannte Eigner war Michael Gräßl (* 1601), der 1621 um das Schankrecht bittet.
In den Franzosenkriegen erlitt das Wirtshaus schwere Schäden durch durchziehende Truppen.
1899 wurde durch ein Hochwasser die Wagenremise weggerissen.

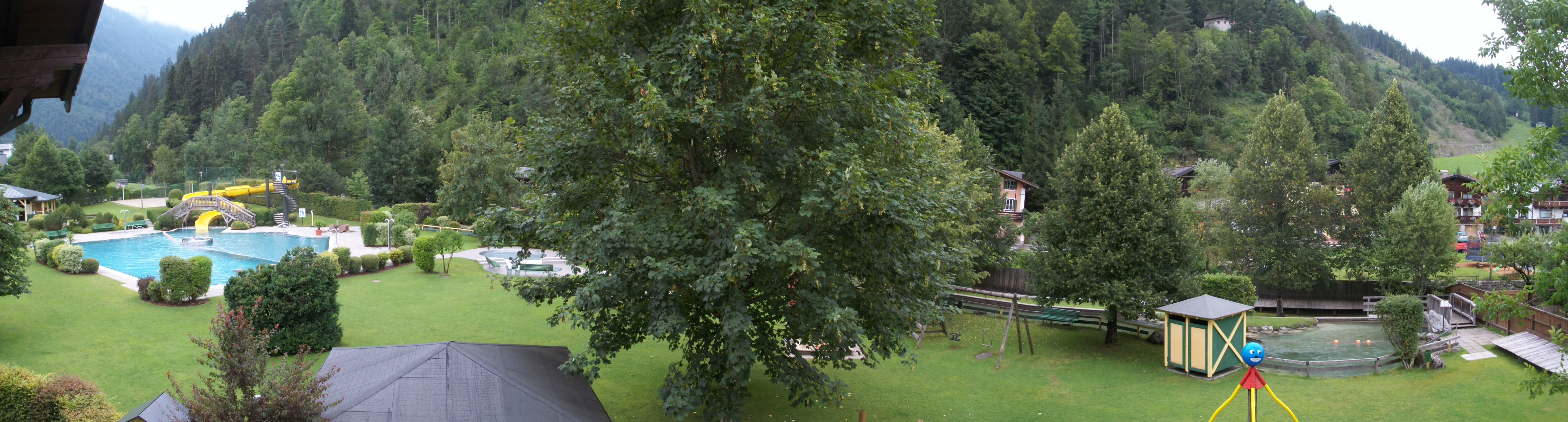
Blick auf das Steinbergbad 2016

Im Jahre 1892 eröffnete der Schweizerwirt Josef Dandl hinter dem Gasthof ein Schwimmbad, das heutige Steinbergbad, das sich schnell zu einer lokalen Sehenswürdigkeit entwickelte. Im Winter, wenn nicht gebadet werden konnte, nutzte man das Bad zur Eisgewinnung. In den 1990er Jahren wurde das Bad renoviert und besitzt seitdem eine Wasserrutsche und eine Liegewiese. Auch wurde ein Teil des kleinen Mühlbachs integriert, der zum Schwimmen genutzt werden kann.
1935 bekam das Haus Warmwasser, 1999 erfolgte ein Anbau und 2004 eine Renovierung.

## Betrieb

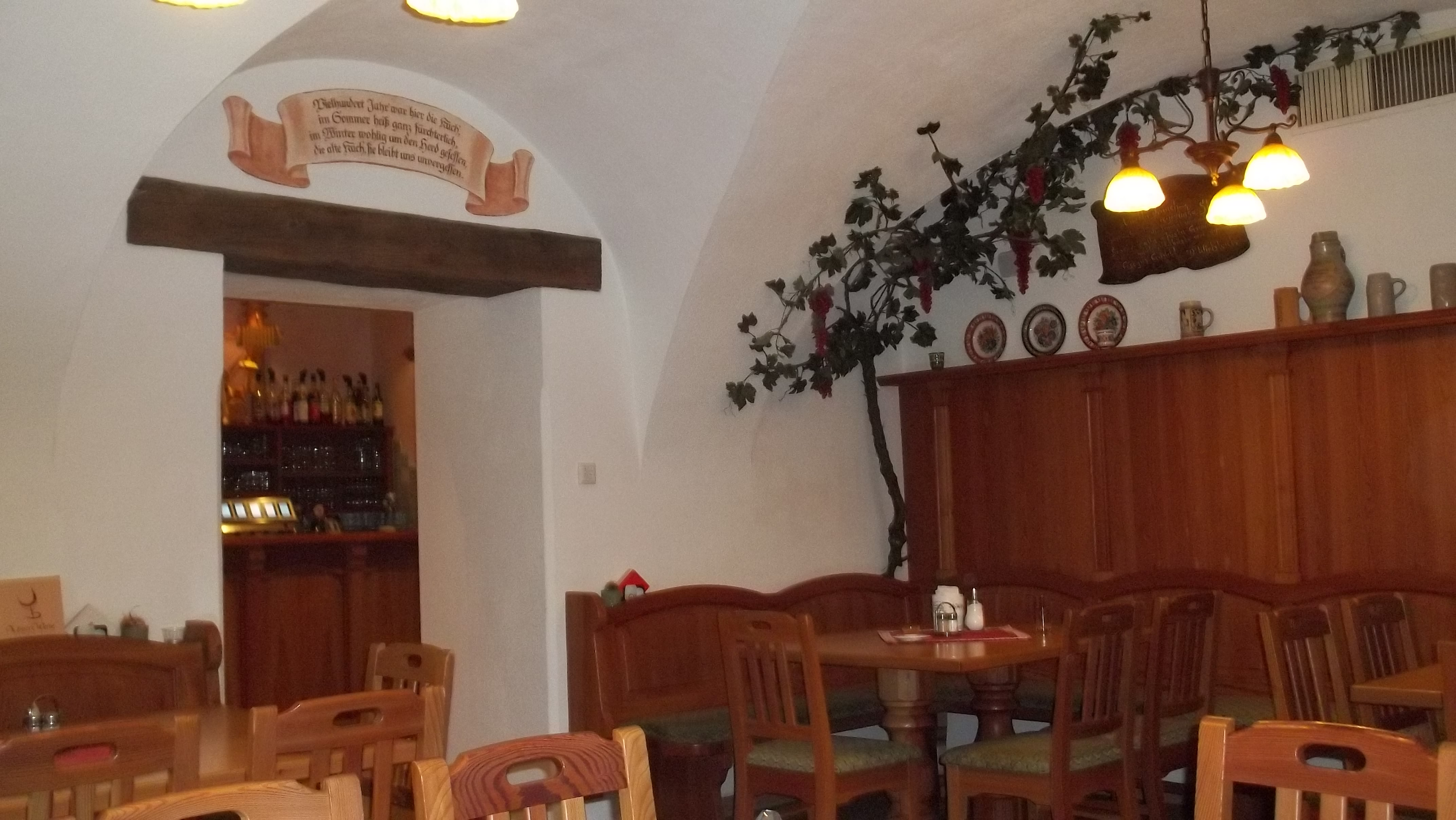
Die ehemalige Küche des Schweizerwirts

Der Schweizerwirt wird seit 1972 von der Familie Kracher bewirtschaftet und heute auch als Pension geführt. Der Betrieb verfügt derzeit über zwei Gaststuben und 20 Zimmer.